# Mendrisio

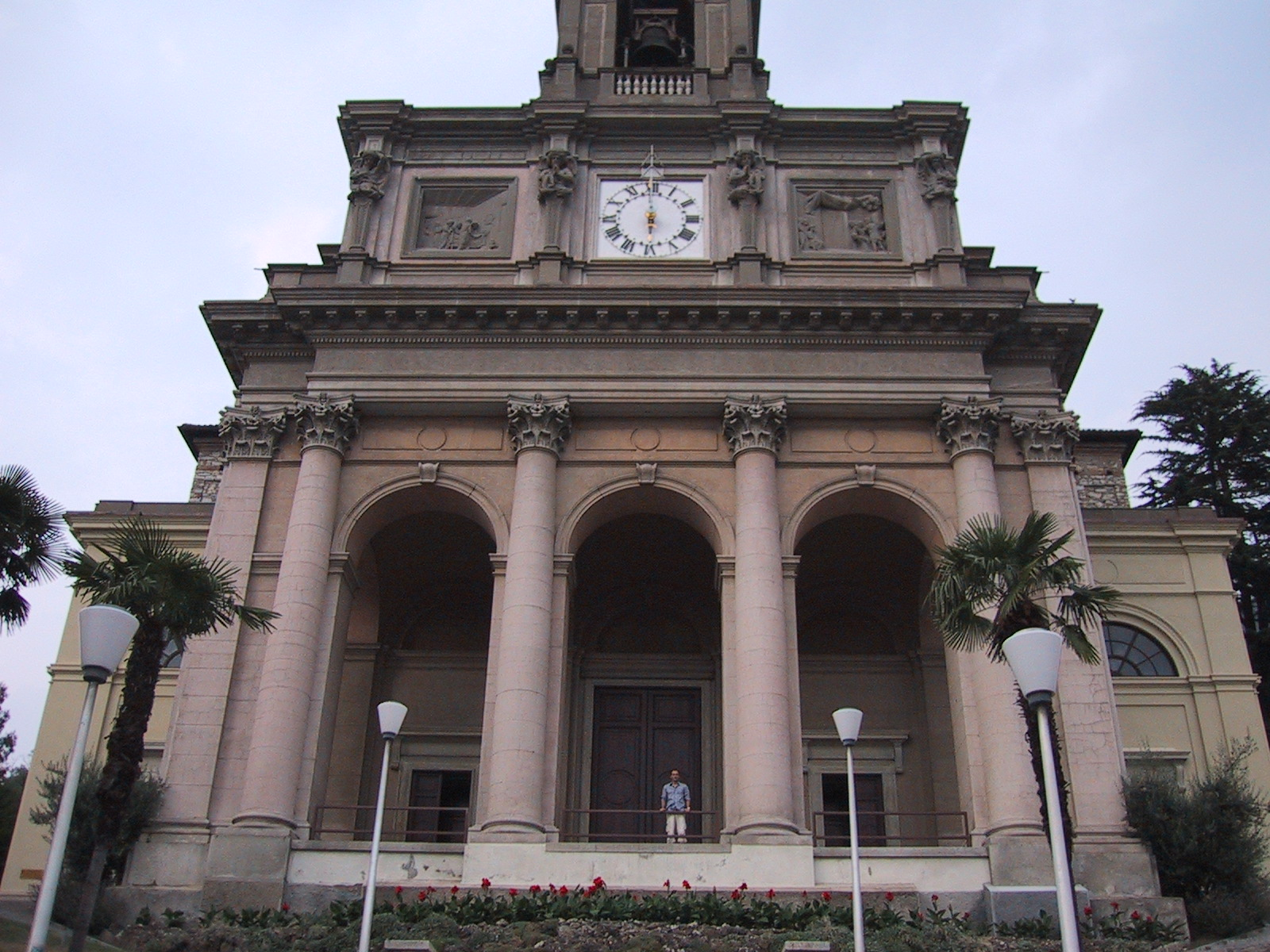
Kościół parafialny Santi Cosma e Damiano

Mendrisio (lmo. Mendriis) − miasto i gmina w południowej Szwajcarii, w kantonie Ticino, siedziba administracyjna okręgu (distretto) Mendrisio oraz powiatu (circolo) Mendrisio. Leży nad jeziorem Lago di Lugano oraz rzeką Laveggio. Zwane cudowna osadą ze względu na niewielki obszar i piękno historycznego centrum. 4 kwietnia 2004 r. do miasta przyłączono gminę Salorino, 5 kwietnia 2009 r. gminy Arzo, Capolago, Genestrerio, Rancate i Tremona, a 14 kwietnia 2013 gminy Besazio, Ligornetto i Meride.
W mieście znajduje się siedziba założonej w 1996 Akademii Architektury (Architekturakademie).

## Demografia
W Mendrisio mieszka 14 909 osób. W 2022 roku 23,5% populacji gminy stanowiły osoby urodzone poza Szwajcarią. 

## Transport
Przez teren miasta przebiegają autostrady A2 i A24 oraz drogi główne nr 2, nr 393, nr 394 i nr 395.
W mieście do 1950 r. jeździły również tramwaje.